# Нашивка за відмінне проходження базового курсу
Нашивка за відмінне проходження базового курсу (США) (англ. Basic Training Honor Graduate Ribbon) — військова відзнака (нашивка) для заохочення військовослужбовців Повітряних сил, Військово-морських сил та Берегової охорони, хто успішно пройшов повний курс базової військової підготовки.

## Повітряні сили
Нашивка для заохочення кращих випускників за відмінне проходження базового курсу підготовки у Повітряних силах США була запроваджена наказом начальника штабу ПС генерала Д.Джонса. За критеріями нагородження той, що заохочувався, мусив закінчити відповідні курси з усіма відмінними оцінками за предметами навчання. За результатами тесту з фізичної підготовки військовослужбовець повинен набрати 90 % балів на заключному іспиті (1,5 милі біг (60 %), кількість підйомів торсу з положення лежачи за хвилину (10 %), кількість віджимань за хвилину (10 %) та мати об'єм талії (20 %). Якщо кандидат не зміг подолати бар'єр у 90 % балів за фізичну підготовку, решта результатів іспитів з інших предметів базової підготовки не може вплинути на рішення комісії для нагородження відзнакою.
Додатково, той, що складає іспити, повинен здати на відмінно 90 % письмових завдань і не допустити жодної помилки при раптових перевірках на право бути удостоєним нагороди (підвищені вимоги для кандидатів). Усі ці бали оцінюються за умови відмінної поведінки та недопущення порушень військової дисципліни.
Не більше 10 % від загальної кількості навчаємих може бути розглянуто на право бути нагородженими нашивкою.

## Берегова охорона
Нашивка для кращих випускників Берегової охорони була запроваджена 3 березня 1984 року, а у квітні сталось перше нагородження переможця, матроса берегової охорони Скотта Вударда.

## Військово-морські сили
18 серпня 2015 року нашивка для заохочення найкращих випускників військово-морських сил була запроваджена наказом секретаря ВМС Рея Мебуса. За критеріями нагородження не більше, ніж 3 % від претендентів можуть оцінюватись на цю відзнаку, від загального числа кандидатів.
Перше нагородження сталося 20 серпня 2015 року, нашивкою були відзначені 15 рекрутів флоту з навчального центру на Великих озерах, у Норт-Чикаго, в окрузі Лейк, штату Іллінойс.